# Thierry Fidjeu
Thierry Fidjeu Tazemeta (ur. 13 października 1982 w Duali) – gwinejski piłkarz grający na pozycji napastnika. Zawodnik klubu USV Hartberg/Umgebung.

## Kariera klubowa
Karierę piłkarską Fidjeu rozpoczął w klubie PMUC Duala. W 1999 roku zadebiutował w nim w kameruńskiej Première Division. W 2002 roku odszedł do Unionu Duala, gdzie grał przez dwa lata.
W 2003 roku Fidjeu wyjechał do Europy, a jego pierwszym klubem na tym kontynencie był maltański Xewkija Rovers. Od 2004 do końca 2007 roku grał w Austrii. W kraju tym był zawodnikiem takich klubów jak: SV Horn, SC Schwanenstadt, SV Pasching i Austria Kärnten.
Na początku 2008 roku Fidjeu został piłkarzem izraelskiego Maccabi Netanja. W drugiej połowie roku był wypożyczony do kolumbijskiego Expreso Rojo. W sezonie 2009/2010 grał w tureckim Diyarbakırsporze, a w sezonie 2010/2011 - w Konyasporze.

## Kariera reprezentacyjna
W reprezentacji Gwinei Równikowej Fidjeu zadebiutował w 2011 roku. W 2012 roku został powołany do kadry na Puchar Narodów Afryki 2012.